# یاوور
یاوور (به لاتین: Jawor) یک منطقهٔ مسکونی در لهستان است که در شهرستان یاوور واقع شده‌است. یاوور ۱۸٫۸ کیلومتر مربع مساحت و ۲۴٬۳۴۷ نفر جمعیت دارد.